# Deep Note
El Deep Note es la marca de audio de THX, un crescendo sintetizado característico que brilla desde una extensión de frecuencia relativamente estrecha (alrededor de 200–400 Hz) a una extensión de frecuencia más ancha (de aproximadamente tres octavas). Fue desarrollado por James A. Moorer, un ex empleado de la División de Computación de Lucasfilm El audio se utiliza en tráileres para cines con certificación THX, lanzamientos de videos domésticos, juegos y sistemas de entretenimiento en el coche

## Descripción

### Versión de Lucasfilm (1983-2015)

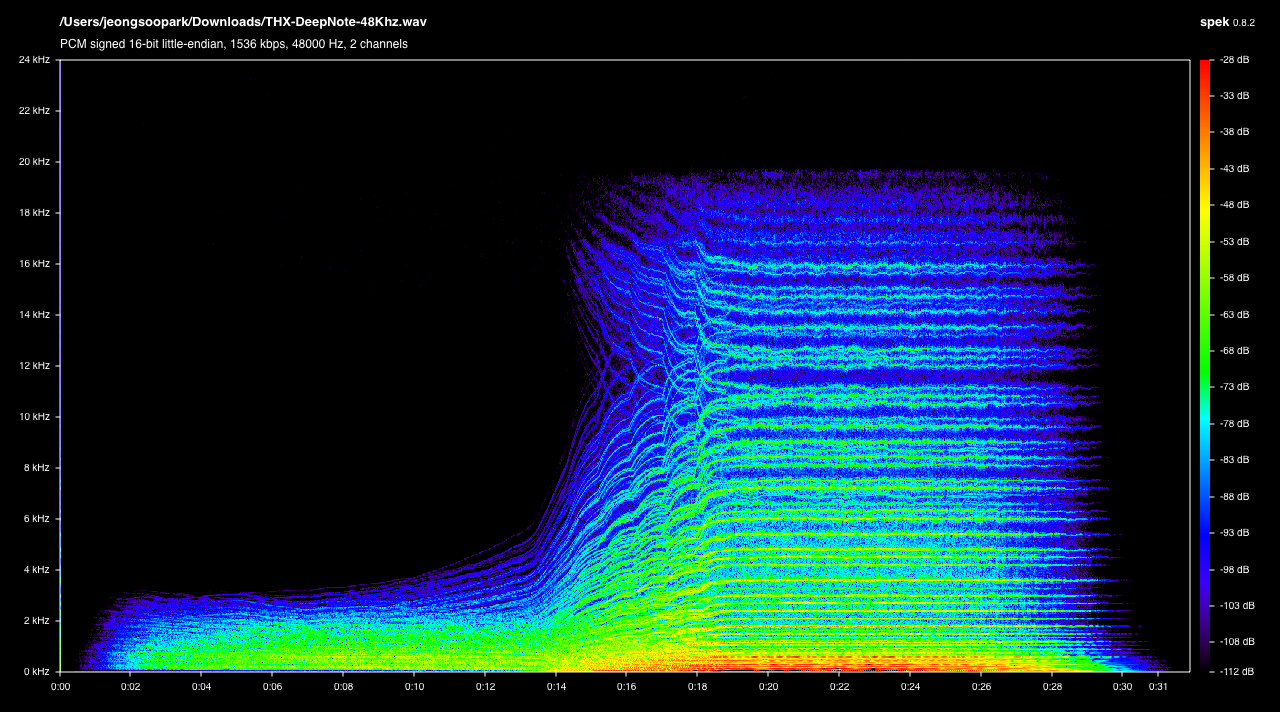
Espectrograma realizado con Spek

La primera versión de Deep Note llamada Wings debutó antes del segundo tráiler de THX, el famosisimo Broadway, que precedió al estreno de Star Wars: Episodio VI - El retorno del Jedi el 25 de mayo de 1983. Dos versiones diferentes de la nota se ejecutaron simultáneamente con la versión de 1983 tanto en el gran tráiler como en la reorquestación de 1995 del tráiler de Cimarron, compuesta y dirigida por el difunto James Horner . El avance original de Cimarron debutó en mayo de 1988, con el lanzamiento de Willow de Ron Howard . La combinación de audio original del avance de Cimarron se recordó en 1992, debido a las quejas de los proyeccionistas de cine, al afirmar que "hizo explotar los altavoces del cine", lo que llevó al uso de la mezcla sinfónica más común de James Horner. Los usuarios de YouTube encontraron partes de la mezcla original, cuando un usuario encontró una grabación pirateada en Microcassette de la mezcla original del tráiler. El remolque original aún no se ha encontrado en alta calidad. El Deep Note originalmente pasó de una intensidad suave a una fuerte y, a lo largo de los años, se ha remezclado digitalmente a medida que se desarrollaba una nueva tecnología. En 1992, Deep Note fue registrada como marca por la Oficina de Patentes y Marcas de Estados Unidos . En 1993, el Deep Note se cortó y se aguzó (terminando en un acorde E en lugar de D), para ahorrar tiempo para Discolaser y nuevamente en 1995 para VHS. El siguiente tráiler, titulado Grand, se estrenó durante el estreno en cines de Jurassic Park de Steven Spielberg el 11 de junio de 1993. Ese logotipo consiste en un  láser al estilo Star Wars que se corta en un fondo rojo carmesí brumoso que ilumina la pantalla acompañada de chillidos de tono alto durante unos segundos antes de que el logotipo corporativo se mueva hacia arriba en un ángulo de 90 grados en el centro de la pantalla. Este tráiler, según The THX Ultimo discó demo, fue diseñado por Industrial Light & Magic y el audio fue diseñado por David Slusser y Marco d'Ambrosio de Skywalker Sound . El 3 de julio de 1996, Tex el robot debutó con el estreno teatral del Día de la Independencia . El Deep Note era de tono bajo y corto, lo que es diferente a otras versiones. Más tarde se usó en la versión en DVD de la variante masterizada digitalmente del icónico tráiler de Broadway en 1997, y luego con los tráileres de Ziegfeld y Tex Action en 2006. 2001 sería el año en que el tráiler de Cavalcade se presentó en cines y comunicados de prensa domésticos. basado en el tráiler visto en el DVD 2000 Ultimate Edition de la película Terminator 2: Judgment Day de 1991; como se ve en las copias de muchas películas. Tanto ese logotipo como el tráiler de Amazing Life de 2007 tenían Deep Note acortada a la nota única (donde ambos sonidos permanecen en un tono), a favor de otros efectos de sonido, interpretados por Lost in the Sky. Sin embargo, en los últimos tráileres mencionados para usar la nota de 1983, ambos basados en el famoso trailer de Broadway, el sonido se reproducía en su totalidad.

### Versión remasterizada (2005-presente)
En 2005, THX presentó el tráiler de La cienciá de la sensación, que presentaba un nuevo Deep Note, que suena parecido al original, aunque se superponen varias voces nuevas y algunas voces alcanzan sus tonos finales antes que otras. Esta versión se usaría en todos los remolques nuevos, excepto en el de Eclipse .

### Versión regenerada (2015-presente)
En abril de 2015, THX presentó un nuevo tráiler llamado Eclipse, que va acompañado de una versión actualizada y más potente de Deep Note, también creada por Moorer. Se describe como "intensamente más complejo, llevando a la audiencia a un viaje sensorial épico diferente a todo lo que hayan experimentado antes". Esta versión de Deep Note fue creada completamente digitalmente para que pudiera reproducirse en sistemas Dolby Digital 7.1 y Dolby Atmos, y Moorer creó versiones de 30 segundos, 45 segundos y 60 segundos. Moorer usó alrededor de ochenta voces en el remake, en comparación con treinta en la versión original de 1983. En una entrevista con Yahoo!, Moorer dijo: "Seguí pensando: Esa es la forma en que quería que sonara originalmente. Creo que es lo más lejos que puedes llegar ".

### La partitura original
En 2018, THX publicó una imagen de la partitura original de 30 voces, con notas.

## En la cultura popular
En 1992, el tráiler de 1988, Cimarron fue parodiado en la película animada directa a video Tiny Toon Adventures: How I Spent My Vacation con el nombre "THX" escrito "THUD", incluyendo Lucasfilm Ltd. Sound System ”también está mal escrito a" Mucasfilm Ltd. Sound Systems "y el lema clásico" La audiencia está escuchando "se falsifica" La audiencia es ahora sorda ". Esta parodia se convirtió en un meme de Internet en la década de 2010.
En 1994, un episodio de Los Simpson titulado " El heredero de Burns ", incluía una broma parodia del THX Deep Note, con la familia Simpson en el cine viendo "Siskel & Ebert: The Movie", que terminaba con el abuelo Simpson gritando "Turn It Up! TURN IT UP!" (En Hispanoamérica "¡Bajele! ¡BAJALE!" y en España como "¡No se oye! ¡NO SE OYE!") A los ejecutivos de THX les gustó tanto la parodia que la escena se volvió a convertir más tarde en un avance de película THX real, y la escena se rehízo en una relación de aspecto de pantalla ancha.
El jingle de RDS 101.4 FM Solo Central Java es algo parecido a "Deep Note" no sabía que este jingle apareció a finales de 2019.